# 让·基康普瓦
让·基康普瓦（法語：Jean Quiquampoix，1995年1月11日—）生于巴黎十九区，是一名法国男子射击运动员，主攻手枪。

## 生平
基康普瓦毕业于艾克斯-马赛大学。
2016年在里约奥运男子25米快射手枪项目上获得银牌，並獲頒法國國家功績勳章。2021年在東京奧運男子25米快射手槍項目上獲得金牌。